# Fouqueure
Fouqueure ist eine französische Gemeinde mit 431 Einwohnern (Stand: 1. Januar 2022) im Département Charente in der Region Nouvelle-Aquitaine (vor 2016 Poitou-Charentes); sie gehört zum Arrondissement Confolens und zum Kanton Charente-Nord. Die Einwohner werden Fouqueurois genannt.

## Geographie
Fouqueure liegt etwa 30 Kilometer nordnordwestlich von Angoulême an der Charente und wird umgeben von den Nachbargemeinden Tusson im Norden, Ligné im Nordosten, Luxé im Osten, Ébréon im Osten, Villognon im Südosten und Süden, Ambérac im Süden und Südwesten, Marcillac-Lanville im Südwesten und Westen sowie Aigre im Nordwesten.

## Bevölkerungsentwicklung
| Jahr                       | 1962 | 1968 | 1975 | 1982 | 1990 | 1999 | 2006 | 2019 |
| Einwohner                  | 531  | 490  | 471  | 437  | 426  | 428  | 428  | 421  |
| Quellen: Cassini und INSEE |      |      |      |      |      |      |      |      |

## Sehenswürdigkeiten
- Kirche Saint-Étienne aus dem 12. Jahrhundert

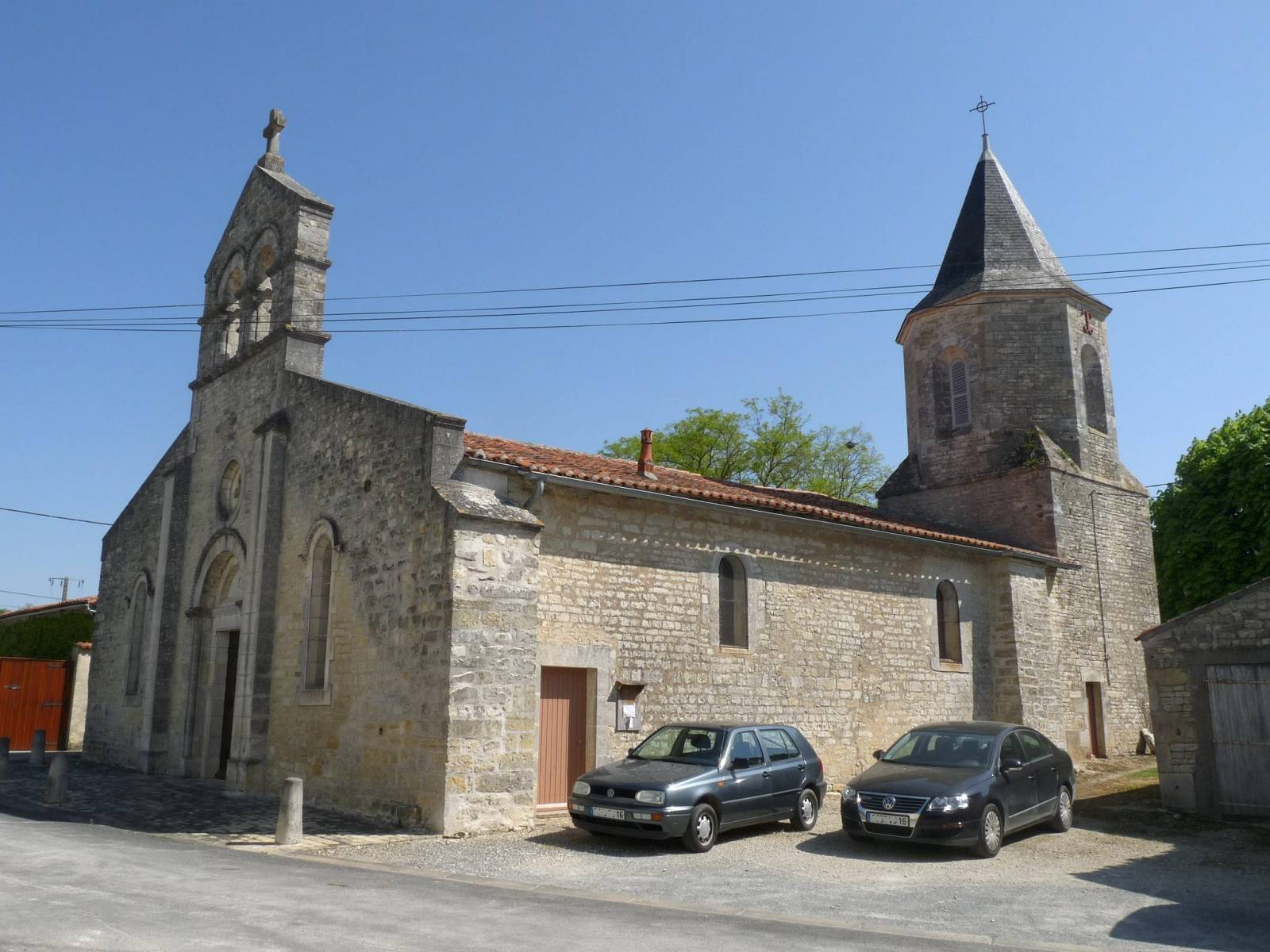
Kirche Saint-Étienne